# Tuba.pl
Tuba ist der Name mehrerer polnischer Internetportale sowie die Plattform für die Internetpräsenzen und Streamingdienste mehrerer Medien der Agora S.A., darunter Gazeta.pl und die Websites mehrerer Radiosender. Tuba administriert und betreut ein für alle abhängigen Websites zentrales Content-Management-System, wobei sich umgekehrt auch gazeta.pl daran beteiligt und mit einer eigenen Redaktion Dienste über die Tuba-Portale anbietet. Alle Websites sind im Besitz der Grupa Radiowa Agory, ein Unternehmen der Agora S.A. Für alle Dienste fungiert home.pl als Registrar und technischer Hosting-Betreiber.
Die Portaldomains tuba.tv und tuba.fm wurden inzwischen in die Subdomains tv.tuba.pl und fm.tuba.pl überführt, stehen dort aber hinsichtlich Funktion, Auftritt und Layout weiterhin als eigenständige Portale zur Verfügung.

## tuba.pl
Tuba.pl (die Tuba-Hauptdomain) ist ein polnisches Informations- und Medienportal. Es informiert über die Musik- und Medienszene, bietet Klatsch und Tratsch, informiert über neue Musikvideos und CDs, sowie über Prominente, Musiker und Bands und ihre Konzerte. Tuba ist das polnische Wort für das Musikinstrument Tuba oder Tube (Behälter); es gibt keinen Beleg, wonach es als polonisierte Form des englischen tube (Röhre/Bildröhre) zu verstehen sei oder in Anlehnung an YouTube als Medienportal mit ursprünglich ähnlichen Funktionen gedacht ist oder war.
Abhängige Dienste und Subdomains:
- roxy.tuba.pl (Der Internetauftritt von Roxy FM)
- zloteprzeboje.tuba.pl (früher zloteprzeboje.pl, Der Internetauftritt von Radio Złote Przeboje)

## fm.tuba.pl bzw. tuba.fm

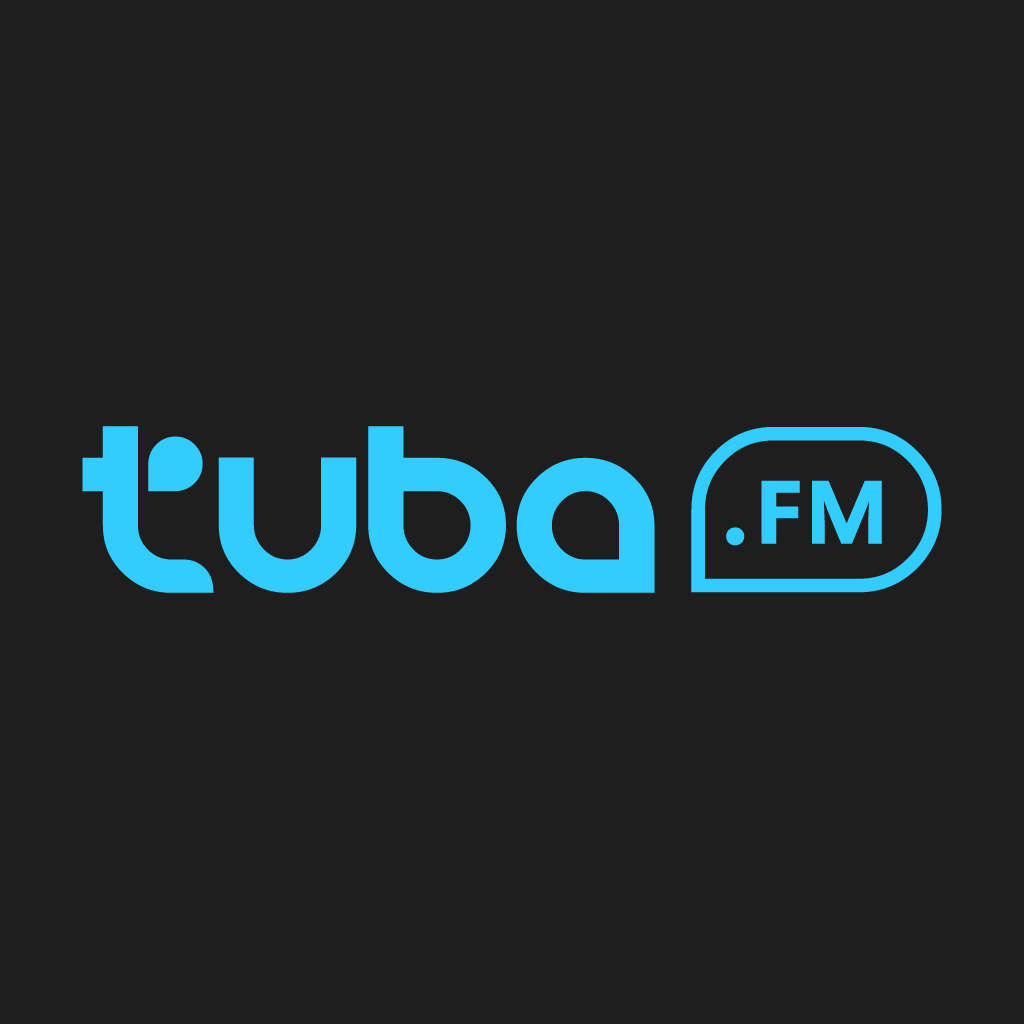
Logo von tuba.fm

Tuba.fm (so der weiterhin gültige Eigenname) ist seit 23. Oktober 2007 das Portal für zahlreiche Internetradiosender. Es sind sowohl die auch terrestrischen Hauptprogramme der Agora-Mediengruppe verfügbar, als auch zahlreiche Spartenprogramme. Eine Besonderheit ist, dass Tuba.fm Playlists nach Genre oder Künstler individuell generiert. Dazu wird mit der Online-Anwendung Moja Tuba.fm ein für Tuba eigenentwickelter Algorithmus eingesetzt, der musikalische Stilrichtungen nach hörerspezifischen Vorgaben kombiniert.
Die Internetstreams werden über radioagora.pl (z. B. Złote Przeboje Po Polsku), aber auch andere Server realisiert. Die Hauptsender wie etwa Radio Złote Przeboje werden über mehrere regional verteilte Server mit verschiedenen Datenraten gestreamt.

### Internetsender und Musikstationen
| Terrestrisch ausgestrahlte Hauptprogramme (sind auch über die Homepage der Sender erreichbar) - Radio Złote Przeboje - TOK FM - Roxy FM - Radio Blue FM (nicht mehr über dieses Portal) | Internetradios - Radio Tuba (auch tuba.FM „Hot Hits“, in der Navigation bei den Hauptprogrammen) - 18 Spartenprogramme; darunter - 4 Sender von Roxy FM (aktuelle Hits nach Genre) - 5 Sender von Złote Przeboje (Oldies nach Epoche oder nur polnisch) - Kotek.fm – Jugendradio von kotek.pl („Kätzchen“) - tuba.fm TV (Musikvideos) - 2 sporadische Kanäle für Weihnachtsmusik und Love Songs | Individueller Streaming-Dienst - Moja Tuba.fm |

Es werden mehrere mobile Plattformen für Smartphones unterstützt. Ein Paket mehrerer Sender von tuba.FM gehörte auch unter dem Namen nRadio zur digitalen Plattform n (Pay-TV).

### Zeitleiste zur Entwicklung
- Start des Dienstes am 23. Oktober 2007 mit zunächst sieben Internetradios
- 2008: Ausbau auf 17 Internetsender
- 1. August 2008: Start von tuba.fm TV
- 3. Dezember 2009: Start von Moja Tuba.fm mit einer theoretisch unbegrenzten Anzahl von Musikkanälen
- 29. April 2010: Relaunch der Website mit überarbeitetem Anmeldeportal; Benutzerinformationen werden zwischen Portal und Moja Tuba.fm verknüpft (für individuelle Empfehlungen)
- 27. April 2010 (Bekanntgabe): Agora gewinnt für Moja Tuba.Fm den Media Trendy 2010 award[4]
- 1. Juli 2012: Moja Tuba.fm kombiniert Stile und Genres.

### Auszeichnungen
- Trends Media Award 2010 für Innovation in den Medien[4]

## tv.tuba.pl bzw. tuba.tv

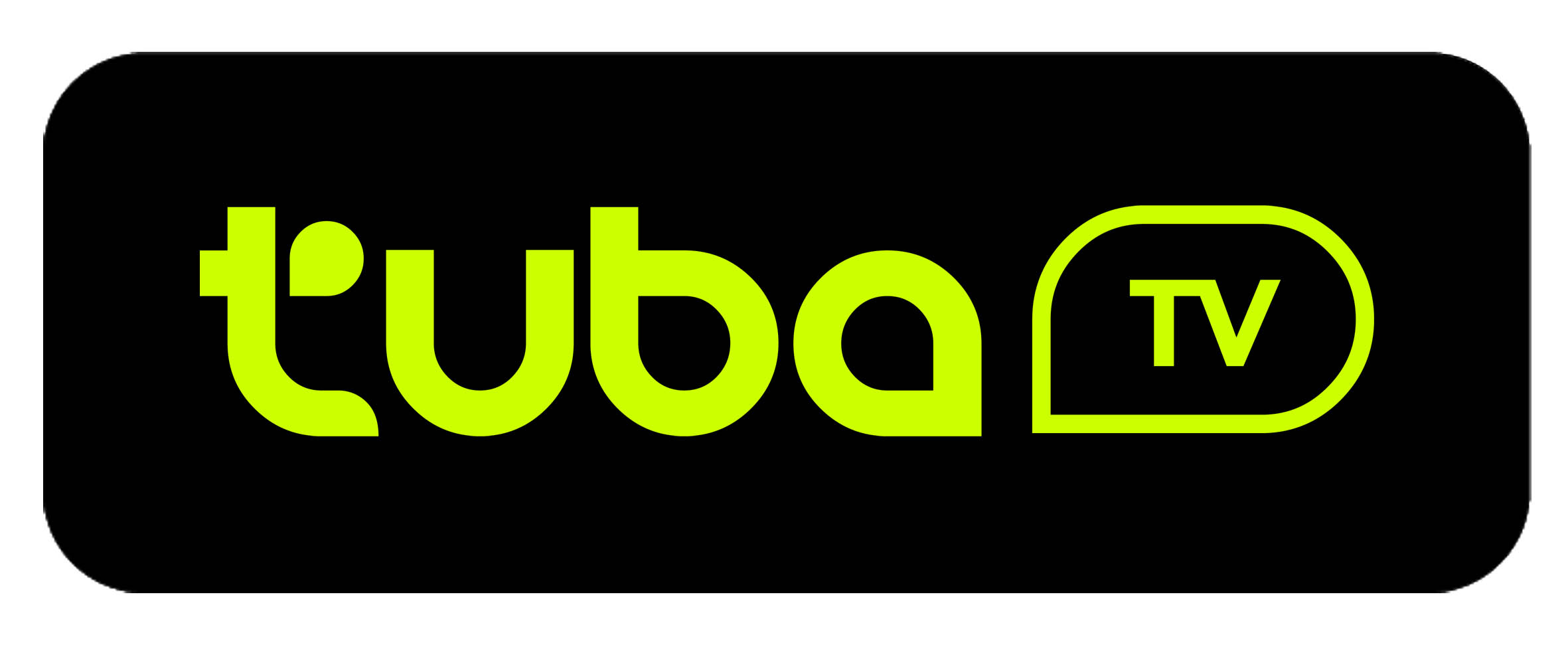
Logo von tuba.tv

Tuba TV bietet die größten Hits der aus den Bereichen Dance und Disco, Neuigkeiten aus dem Musikbereich, dem Show-Biz, Computerspiele und Technologien und Geräte, Trends in Mode, Kinopremieren, Film und Show. Der Sender beabsichtigt, durch sein Programm und seine Musikfarbe den Lebensstil junger und aktiver Menschen abzubilden.
Obwohl die polnische Medienbehörde bereits am 20. August 2009 eine Konzession für die Satellitenausstrahlung erteilt hat, startete der Sender erst am 13. September 2010 als Internetsender. für Musikfernsehen im Smart TV nach dem Samsung-Standard. In den Medien wurden von Beginn an tuba.tv und tv.tuba.pl als Website genannt.